# Kurt Vonnegut
Kurt Vonnegut, Jr. (n. 11 noiembrie 1922, Indiana, SUA – d. 11 aprilie 2007, New York City, New York, SUA) a fost un romancier american, cunoscut pentru operele sale Abatorul cinci (Slaughterhouse-Five, 1969), Leagănul pisicii (Cat's Cradle, 1963) sau Micul dejun al campionilor (Breakfast of Champions, 1973), romane în care combină armonios și unic satira, umorul negru și științifico-fantasticul.

## Viața

### Primii ani
Kurt Vonnegut s-a născut în a patra generație a unei familii de origine germano-americană, fiu și nepot al unor arhitecți (Vonnegut & Bohn) din Indianapolis .
Ca student la Shortridge High School din Indianapolis,, Vonnegut a lucrat la primul cotidian liceal din istoria S.U.A., The Daily Echo („Ecoul zilnic”). A studiat la Universitatea Cornell în 1941-1942, unde a fost editor executiv asociat al ziarului studenților, Cornell Daily Sun, și a obținut o diplomă în biochimie. În timpul anilor petrecuți la Cornell, a fost membru al Fraternității Delta Upsilon, la fel ca tatăl său. Tot în acea perioadă s-a înrolat în Armata S.U.A.. Armata l-a trimis la Institutul de Tehnologie Carnegie (acum Carnegie Mellon University) și la Universitatea Tennessee pentru a studia inginerie mecanică. La 14 mai 1944, de Ziua Mamei, mama lui Kurt, Edith Lieber Vonnegut, s-a sinucis.

### Al Doilea Război Mondial și bombardarea Dresdei
Experiența lui Vonnegut ca soldat și prizonier de război i-a influențat profund opera. În calitate de caporal al Diviziei de Infanterie 106, Vonnegut a pierdut legătura cu batalionul său și a rătăcit singur în spatele liniei inamice timp de câteva zile, înainte de a fi capturat de trupele armatei germane pe 14 decembrie 1944. Încarcerat în Dresda unde lucra la o fabrică ce producea siropuri pentru femeile gravide, Vonnegut a fost martorul bombardării și distrugerii a unei mari părți a orașului, pe 13-14 februarie 1945. Vonnegut a fost unul din cei șapte prizonieri de război americani din Dresda care au supraviețuit în celula unui depozit de carne cunoscut ca Schlachthof Fünf în germană, sau Slaughterhouse Five în engleză, adică „Abatorul cinci”. „Utter destruction” („Distrugere totală”), și-a amintit, „carnage unfathomable” („măcel indescriptibil”). Germanii i-au ordonat să adune cadavre pentru o groapă comună. Dar ar fi trebuit îngropate prea multe cadavre. Așa că naziștii au trimis trupe cu aruncătoare de flăcări. Toate resturile umane au ajuns cenușă". Această experiență a stat la baza uneia din operele sale cele mai cunoscute, Abatorul cinci (Slaughterhouse-Five), și e o temă care apare în cel puțin alte șase cărți.
Vonnegut a fost eliberat de trupele Armatei Roșii în mai 1945. Când s-a întors în Statele Unite, a fost decorat cu Purple Heart, pentru ceea ce el a numit o „rană complet neglijabilă”.

### Cariera postbelică
După război, Vonnegut a urmat cursurile Universității din Chicago ca student de antropologie, și a lucrat de asemenea ca reporter la City News Bureau of Chicago. Conform declarației lui Vonnegut în Bagombo Snuff Box, universitatea i-a respins prima teză privind similaritățile dintre pictorii cubiști și liderii rebeliunilor amerindiene de la sfârșitul secolului al XIX-lea, pretinzând că ar fi „neprofesională”. A părăsit Chicago pentru a lucra la relații publice în Schenectady, New York, pentru General Electric. Universitatea din Chicago avea să-i accepte mai târziu romanul  Leagănul pisicii (Cat's Cradle) ca teză de masterat, remarcându-i conținutul antropologic și acordându-i diploma M.A. (Master of Arts) în 1971.

#### Leagănul pisiciiși recunoaștere pe plan mondial(1963-2007)
Când se afla pe punctul de a abandona scrisul, Universitatea din Iowa i-a oferit lui Vonnegut un post de profesor la Atelierul de Scriere din Iowa. Cât timp a stat acolo, Leagănul pisicii (Cat's Cradle) a devenit un best-seller, iar Vonnegut a început sa scrie Abatorul cinci (Slaughterhouse-Five), astăzi considerat unul din cele mai bune romane americane ale secolului al XX-lea, apărând pe lista celor mai bune 100 de romane ale revistei Time și Modern Library. Încă tânăr fiind, s-a mutat în Barnstable, Massachusetts, un oraș din Cape Cod.
Vonnegut s-a declarat adept al umanismului și a discutat in scrierile sale nedreptățile sociale, problema războaielor, manipulării, armelor nucleare si chimice. Este celebru pentru crearea Planetei Tralfamadore, sediul unei civilizații ce percepe existența ca pe un punct relativ insignifiant și ne-negociabil în continuumul spațiu-timp.

### Romane
| Titlu original                                                          | Info                                      | În română                           | Detalii |
| ----------------------------------------------------------------------- | ----------------------------------------- | ----------------------------------- | ------- |
| Player Piano                                                            | 1952 New York, Delacorte                  |                                     |         |
| The sirens of TItan                                                     | 1959 New York, Delacorte                  |                                     |         |
| Mother Night                                                            | 1961 New York, Delacorte                  |                                     |         |
| Cat's Cradle                                                            | 1963 New York, Holt, Rinehart and Winston | Leagănul pisicii                    |         |
| God bless you, Mr. Rosewater, or Pearls before swine                    | 1965 New York, Holt, Rinehart and Winston | Fii binecuvântat, domnule Rosewater |         |
| Slaughterhouse-five, or The children’s crusade, a duty-dance with death | 1969 New York, Delacorte                  | Abatorul cinci                      |         |
| Breakfast of champions, or Goodbye blue Monday!                         | 1973 New York, Delacorte                  |                                     |         |
| Slapstick, or Lonesome no more!                                         | 1976 New York, Delacorte                  |                                     |         |
| Jailbird                                                                | 1979 New York, Delacorte                  |                                     |         |
| Deadeye Dick                                                            | 1982 New York, Delacorte                  |                                     |         |
| Galápagos                                                               | 1985 New York, Delacorte                  |                                     |         |
| Bluebeard                                                               | 1987 New York, Delacorte                  |                                     |         |
| Hocus pocus                                                             | 1990 New York, Putnam’s                   |                                     |         |
| Timequake                                                               | 1997 New York, Putnam’s                   |                                     |         |